# غوستاف راسموسن
غوستاف راسموسن (بالدنماركية: Gustav Rasmussen)‏ هو كاتب غير روائي ودبلوماسي وقانوني وسفير دنماركي، ولد في 10 أغسطس 1895 في أودنسه في الدنمارك، وتوفي في 13 سبتمبر 1953 في كوبنهاغن في الدنمارك.

## روابط خارجية
- غوستاف راسموسن على موقع مونزينجر (الألمانية)